# پریمو رجانی
پریمو رجانی (ایتالیایی: Primo Reggiani؛ زادهٔ ۵ نوامبر ۱۹۸۳) بازیگر اهل ایتالیا است.
از فیلم‌ها یا مجموعه‌های تلویزیونی که وی در آن نقش داشته‌است، می‌توان به دختر سروان، پدر ماتئو، الیسا، دختر سیسیلی، ملیسا پی. و کاپوت موندی اشاره کرد.